# Wynona's Vengeance
Pour plus de détails, voir Fiche technique et Distribution.
Wynona's Vengeance est un film muet américain réalisé par Francis Ford et sorti en 1913.

## Synopsis
Après le massacre d'une tribu indienne, Wynona est retrouvée parmi les morts et élevée par le Colonel Feeney. Devenue grande, elle découvre que son père adoptif est le responsable de la mort de sa véritable famille.

## Fiche technique
- Réalisation : Francis Ford
- Scénario : Jack Cunningham
- Durée : 20 minutes
- Date de sortie : États-Unis : 22 novembre 1913

## Distribution
- Grace Cunard :Wynona
- Francis Ford : Colonel Feeney
- Chief Harvey : Dark Cloud
- Harry Schumm : Capitaine Lloyd
- Ethel Grandin
- Ray Myers